# Ambassade des États-Unis en Hongrie
L'ambassade des États-Unis en Hongrie (en anglais : United States Embassy in Hungary, en hongrois : Egyesült Államok nagykövetsége Magyarországon), est la représentation diplomatique des États-Unis auprès de la Hongrie. Elle est située à Budapest, la capitale du pays.

## Histoire
Dessinée par Aladár Kálmán et Gyula Ullmann et bâtie entre 1899 et 1901, cette demeure possède, au numéro 12 de la place de la Liberté, une façade décorée de motifs typiques de la Sécession. En 2011, des travaux de sécurisation de l'ambassade ont été réalisés avec l'installation de grilles dans les rues adjacentes interdisant l'accès au bâtiment. Il est également interdit de photographier l'immeuble et des militaires sont chargés de faire respecter cette interdiction.
L'ambassade des États-Unis en Hongrie a constitué pendant quinze ans le domicile de l'évêque hongrois József Mindszenty, farouche opposant du régime communiste hongrois. Près de l'entrée de l'ambassade, une plaque commémore cet événement.

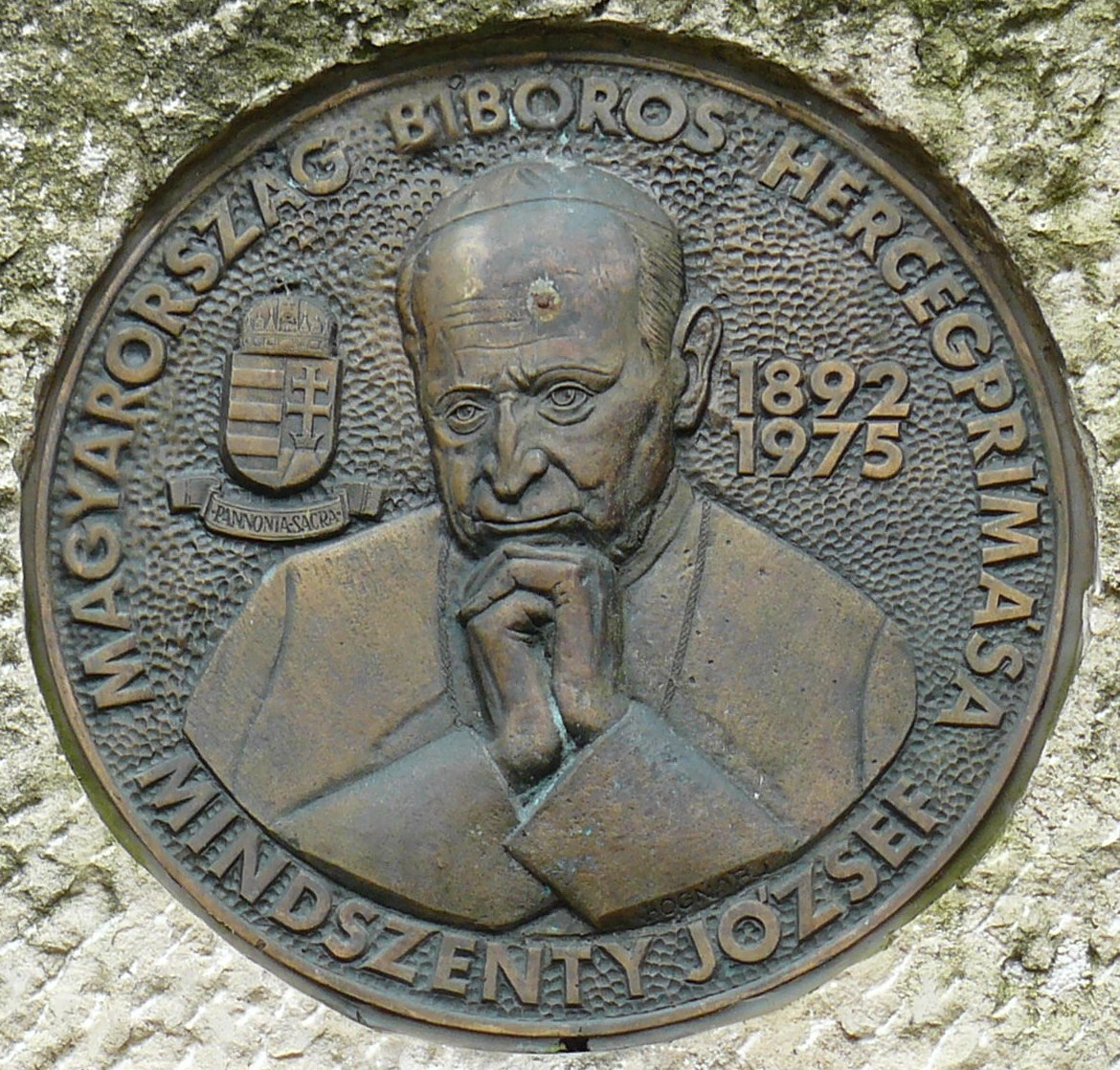
Plaque commémorant le séjour de József Mindszenty à l'ambassade.